# Якут-галерея
Якут-галерея — московская галерея современного искусства, открытая в 1993 году Александром Якутом.

## История галереи
Одна из старейших частных арт-галерей в России, открытая в 1993 году Александром Якутом. Одна из самых заметных московских галерей современного искусства в 1990-х годах.
В 1995 году «Якут-галерея» обрела новое пространство — в газгольдерах на территории завода «Арма», открытого в 1868 году как Московский газовый завод, поставлявший газ для освещения города. Галерея занимала один этаж газгольдера, реконструированного по проекту самого Александра Якута.

## Известные проекты галереи
- 2006 — «Почва». Алексей Беляев-Гинтовт.
- 2005 — «Privatio». Алексей Беляев-Гинтовт.
- 2005 — «Луна и звезды». Алексей Беляев-Гинтовт.
- 2004 — «Звезда». Алексей Беляев-Гинтовт.
- 2002 — «Нарцисс». Алексей Беляев-Гинтовт.
- 1999 — «SOLO». Алексей Беляев-Гинтовт.
- 1998 — «250 тысяч миль». Алексей Беляев-Гинтовт.
- 1995 — «Жизнь замечательных Монро». Владислав Мамышев-Монро.[5]
- 1995 — «Подставные лица». Вера Митурич-Хлебникова.
- 1994 — «Темные аллеи». Валерий Кошляков, Владимир Дубосарский.
- 1994 — «Хроника текущих событий». Семён Файбисович.
- 1993 — «Белые ночи». Алексей Беляев-Гинтовт.